# Pirinul Mijlociu–Alibotuș
Pirinul Mijlociu–Alibotuș (în bulgară Среден Пирин–Алиботуш, transliterat: Sreden Pirin–Alibotuș) este o arie protejată (arie specială de conservare — SAC, sit de importanță comunitară — SCI) din Bulgaria întinsă pe o suprafață de 68.934,72 ha, integral pe uscat.

## Localizare
Centrul sitului Pirinul Mijlociu–Alibotuș este situat la coordonatele 41°30′38″N 23°34′00″E / 41.5106°N 23.5667°E.

## Înființare
Situl Pirinul Mijlociu–Alibotuș a fost declarat sit de importanță comunitară în decembrie 2007 pentru a proteja 7 specii de plante și 42 de specii de animale. Situl a fost protejat și ca arie specială de conservare în martie 2021.

## Biodiversitate
Situată în ecoregiunile alpină și continentală, aria protejată conține 45 de habitate naturale: Ape puternic oligomezotrofe cu vegetație bentonică cu Chara spp., Lacuri eutrofice naturale cu vegetație de tip Magnopotamion sau Hydrocharition, Pajiști alpine și boreale, Tufărișuri cu Pinus mugo și Rhododendron hirsutum (Mugo-Rhododendretum hirsuti), Lande oro-mediteraneene cu formațiuni endemice de grozamă, Tufărișuri subcontinentale peripanonice, Formațiuni de Juniperus communis pe lande sau pajiști calcaroase, Matorral arborescenți cu Juniperus spp., Pajiști carstice calcaroase sau bazofile, de Alysso-Sedion albi, Pajiști alpine și subalpine calcaroase, Pajiști uscate seminaturale și facies de acoperire cu tufișuri pe substraturi calcaroase (Festuco-Brometalia) (* situri importante pentru orhidee), Pseudostepă cu ierburi și specii anuale de Thero-Brachypodietea, Formațiuni ierboase bogate în specii de Nardus, dezvoltate pe substraturi silicioase în zone montane (și în zone submontane, în Europa continentală), Pajiști uscate din regiunea submediteraneeană estică (Scorzoneratalia villosae), Pajiști acidofile oro-moezice, Pajiști umede mediteraneene cu ierburi înalte de Molinio-Holoschoenion, Liziere de ierburi înalte hidrofile de câmpie și de nivel montan până la alpin, Fânețe de joasă altitudine (Alopecurus pratensis, Sanguisorba officinalis), Fânețe montane, Mlaștini turboase de tranziție și turbării mișcătoare, Izvoare petrifiante cu formare de travertin (Cratoneurion), Mlaștini alcaline, Grohotișuri silicioase de la nivelul montan până la nivelul zăpezii (Androsacetalia alpinae și Galeopsietalia ladani), Grohotișuri calcaroase și de șisturi calcaroase de la nivelul montan până la nivelul alpin (Thlaspietea rotundifolii), Pante stâncoase calcaroase cu vegetație casmofită, Pante stâncoase silicioase cu vegetație casmofită, Roci stâncoase cu vegetație pionieră de Sedo-Scleranthion sau Sedo albi-Veronicion dillenii, Peșteri inaccesibile publicului, Păduri de fag Luzulo-Fagetum, Păduri de fag Asperulo-Fagetum, Păduri de fag din Europa Centrală dezvoltate pe sol calcaros cu Cephalanthero-Fagion, Păduri de stejar și carpen Galio-Carpinetum, Păduri pe pante, grohotișuri și ravene de Tilio-Acerion, Păduri de stejar alb estice, Păduri de brad argintiu moezice, Păduri de pini scoțieni din masivele Balcanilor și Rodopilor, Păduri aluvionare cu Alnus glutinosa și Fraxinus excelsior (Alno-Padion, Alnion incanae, Salicion albae), Păduri panonice-balcanice de stejar turcesc - stejar sesil, Păduri de fag moezice, Păduri de Castanea sativa, Păduri de fag elene cu Abies borisii-regis, Păduri de Platanus orientalis și Liquidambar orientalis (Platanion orientalis), Păduri acidofile de Picea de la nivel montan la nivel alpin (Vaccinio-Piceetea), Păduri de pin (sub-) mediteraneene cu pini negri endemici, Păduri de pin oro-mediteraneene de altitudine.
La baza desemnării sitului se află mai multe specii protejate:
- plante (7): Buxbaumia viridis, Centaurea immanuelis-loewii, Dactylorhiza kalopissii, Gladiolus palustris, Himantoglossum caprinum, Mannia triandra, Viola delphinantha
- amfibieni (3): izvoraș-cu-burta-galbenă (Bombina variegata), Triturus carnifex, Triturus karelinii
- mamifere (19): liliac cârn (Barbastella barbastellus), lupul (Canis lupus), pisică sălbatică (Felis silvestris), vidră de râu (Lutra lutra), jderul de copac (Martes martes), hamster românesc (Mesocricetus newtoni), liliac cu aripi lungi (Miniopterus schreibersii), liliac cu urechi mari (Myotis bechsteinii), liliac cu urechi de șoarece (Myotis blythii), liliac cu picioare lungi (Myotis capaccinii), liliac cărămiziu (Myotis emarginatus), liliac comun (Myotis myotis), liliacul cu potcoavă a lui blasius (Rhinolophus blasii), liliacul mediteranean cu potcoavă (Rhinolophus euryale), liliacul mare cu potcoavă (Rhinolophus ferrumequinum), liliacul mic cu potcoavă (Rhinolophus hipposideros), Rupicapra rupicapra balcanica, urs brun (Ursus arctos), dihor pătat (Vormela peregusna)
- nevertebrate (14): Austropotamobius torrentium, croitorul mare al stejarului (Cerambyx cerdo), Cordulegaster heros, Cucujus cinnaberinus, Euplagia quadripunctaria, rădașcă (Lucanus cervus), fluturele purpuriu (Lycaena dispar), croitorul cenușiu al stejarului (Morimus funereus), Ophiogomphus cecilia, Osmoderma eremita, Paracaloptenus caloptenoides, Polyommatus eroides, Rosalia alpina, Unio crassus
- pești (1): Barbus cyclolepis
- reptile (5): șarpele cu patru dungi (Elaphe quatuorlineata), Elaphe situla, țestoasa de baltă (Emys orbicularis), Testudo graeca, țestoasă bănățeană (Testudo hermanni)

Pe lângă speciile protejate, pe teritoriul sitului au mai fost identificate 39 de specii de plante, 3 specii de amfibieni, 8 specii de mamifere, 28 de specii de nevertebrate, 4 specii de pești, 12 specii de reptile.